# Maud Medenou
Maud Medenou, née le 5 octobre 1990 à Évry (Essonne), est une joueuse française de basket-ball.

## Biographie
Intérieure de l'Avenir de Rennes pendant trois saisons, elle quitte la capitale bretonne à l'été 2011 pour la ville rose
Cinquième du championnat d'Europe des 16 ans et moins en 2006, quatrième à l'Euro des 18 ans et moins ; septième un an plus tard au Mondial des 19 ans et moins ; quatrième à l'Euro des 20 ans et moins en 2010, la jeune intérieure devient une pièce maîtresse de Matthieu Chauvet à Toulouse en Ligue 2. Promu en LFB, elle reste au club toulousain.
En janvier 2013, elle inscrit 23 points, complétés de 4 rebonds face à Mondeville. Ses bonnes performances lui valent une place dans la pré-sélection de 24 joueuses de l'Équipe de France.
Elle connait une saison 2014-2015 moins réussie avec 3,5 points et 3,8 d’évaluation en moyenne, mais son profil retient l'attention des Flammes Carolo pour 2015-2016. Pour son coach Romuald Yernaux, « Maud Medenou sera la première rotation à l’intérieur. Avec le staff, nous allons tenter de lui redonner confiance. C’est pour moi une joueuse sous-cotée mais qui dispose d’un profil adapté en LFB ».
Après une saison dans les Ardennes, elle passe une année réussie en Ligue 2 à Aulnoye-Aymeries (18,1 d'évaluation de moyenne), puis rejoint Nantes Rezé pour la saison LFB 2017-2018.

## Clubs
| Saisons   | Équipe                    | Pays   |
| 2000-2005 | Courcouronnes             | France |
| 2005-2008 | Centre fédéral            | France |
| 2008-2011 | Avenir de Rennes          | France |
| 2011-2015 | Toulouse Métropole Basket | France |
| 2015-2016 | Flammes Carolo basket     | France |
| 2015-2016 | Flammes Carolo basket     | France |
| 2016-2017 | Aulnoye-Aymeries          | France |
| 2017-2019 | Nantes Rezé Basket        | France |